# 약수천
약수천(藥水川)은 울산광역시 북구 중산동에서 발원하여 서류하다가, 북구 신천동에서 태화강의 지류인 동천강으로 흘러드는 하천이다.